# L.O.L.: Lack of Love
L.O.L.: Lack of Love è un videogioco d'avventura sviluppato da Love-de-Lic e pubblicato nel 2000 da ASCII per Sega Dreamcast.

## Modalità di gioco
Il giocatore controlla una creatura che ha lo scopo di sopravvivere in un ambiente ostile.

## Sviluppo
Terzo e ultimo videogioco sviluppato da Love-de-Lic, è il primo titolo prodotto per Dreamcast, al contrario dei due precedenti pubblicati per PlayStation. Lo sviluppo di L.O.L.: Lack of Love è iniziato nel 1998 partendo dall'ipotesi Gaia di James Lovelock.